# Graham Dunstan Martin
Graham Dunstan Martin (Leeds, Reino Unido, 21 de octubre de 1932 - 27 de marzo de 2021). Fue un escritor, filólogo y profesor universitario británico.

## Biografía
El profesor Martin se licenció en la Universidad de Oxford en Filología Francesa, y tras varios años dando clases en colegios, comenzó a enseñar poesía, literatura y filosofía en la Universidad de Edimburgo, donde permaneció desde 1965 y hasta su jubilación en el año 2000.
Su obra es conocida por públicos muy diversos, puesto que ha escrito novelas de fantasía tanto para niños como para adultos, además de haber realizado trabajos de crítica literaria, algunos ensayos filosóficos y traducciones profesionales de poesía francesa.

### Ficción
- Giftwish:
  - Giftwish (1978)[1] (Publicada en España con el título Doneval)[5]
  - Catchfire (1981)[1] (Publicada en España con el título Favila)[6]
- The Soul Master (1984)[1]
- Time-Slip (1986)[1]
- The Dream Wall (1987)[1]
- Half a Glass of Moonshine (1988)[1]

### No ficción
- Shadows in the Cave: Mapping the Conscious Universe (1990)[1]
- An Inquiry into the Purposes of Speculative Fiction – Fantasy and Truth (2003)[1]